# Mervin Rodríguez
Mervin Rodríguez (4 de agosto de 1986) es un deportista venezolano que compitió en judo. Ganó una medalla de bronce en el Campeonato Panamericano de Judo de 2012, en la categoría de –90 kg.

## Palmarés internacional
| Campeonato Panamericano | Campeonato Panamericano | Campeonato Panamericano | Campeonato Panamericano |
| Año                     | Lugar                   | Medalla                 | Categoría               |
| ----------------------- | ----------------------- | ----------------------- | ----------------------- |
| 2012                    | Montreal (Canadá)       | Medalla de bronce       | –90 kg                  |